# Münchner Jahrbuch der bildenden Kunst
Das Münchner Jahrbuch der bildenden Kunst ist eine kunsthistorische Fachzeitschrift. 
1906 von Ludwig von Bürkel gegründet, wird es heute von den Staatlichen Museen und Sammlungen in Bayern und vom Zentralinstitut für Kunstgeschichte herausgegeben. Die Nummern 1 bis 13 der Ersten Folge erschienen in den Jahren 1906 bis 1923, zwischen 1924 und 1938/39 wurden die Bände als Neue Folge wiederum von 1 bis 13 gezählt. Bei der Wiederbegründung des Jahrbuchs 1950 begann die Nummernzählung der Dritten Folge erneut bei 1.
Nach Eigenaussage der Redaktion publiziert das Münchner Jahrbuch der bildenden Kunst „Aufsätze zu Fragen der internationalen Kunstgeschichte aus einem Zeitraum von der Spätantike bis zur Gegenwart, nicht zuletzt auch zu Werken aus bayerischen Sammlungen, [...] ferner regelmäßig auch Beiträge aus den Altertumswissenschaften, vornehmlich aus der Klassischen Archäologie und der Ägyptologie“. Als amtliches Publikationsorgan der Staatlichen Museen und Sammlungen in Bayern werden im Jahrbuch auch die Erwerbungsberichte dieser Institutionen veröffentlicht.
Die vorrangige Publikationssprache ist Deutsch.